# Sorde-l'Abbaye
Sorde-l'Abbaye är en kommun i departementet Landes i regionen Nouvelle-Aquitaine i sydvästra Frankrike. Kommunen ligger i kantonen Peyrehorade som tillhör arrondissementet Dax. År 2022 hade Sorde-l'Abbaye 636 invånare.

## Befolkningsutveckling
Antalet invånare i kommunen Sorde-l'Abbaye
Referens:INSEE